# Abitibi-Grünsteingürtel

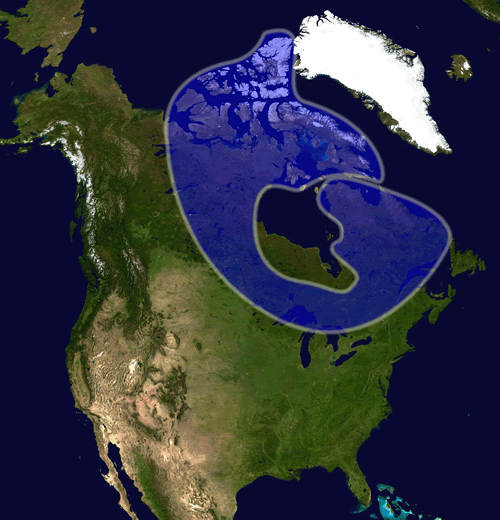
Kanadischer Schild

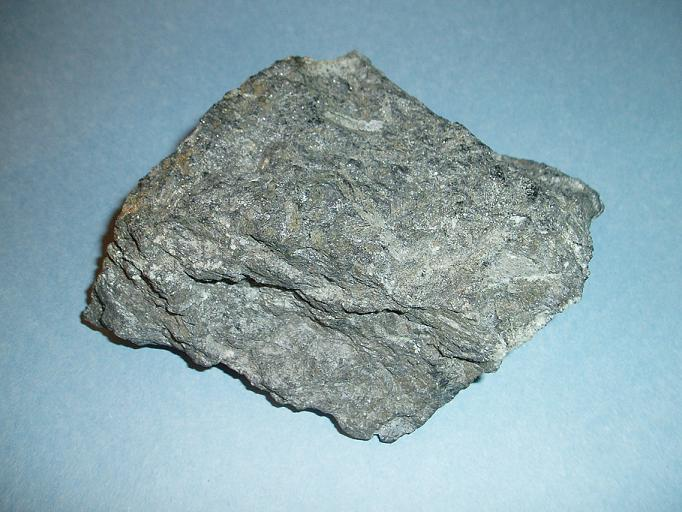
Komatiit aus dem Abitibi-Grünsteingürtel. Dieses Gesteinshandstück aus Ontario ist 9 cm breit.

Der Abitibi-Grünsteingürtel (englisch Abitibi greenstone belt) in Nordamerika ist ein neoarchaisches, 2,8 bis 2,6 Milliarden Jahre altes Gesteinsvorkommen, das sich auf über 650 Kilometern Länge und 150 Kilometern Breite entlang der Grenze zwischen den kanadischen Provinzen Ontario und Quebec von Timmins (Ontario) im Westen bis Chibougamau (Quebec) im Nordosten erstreckt.
Der Abitibi-Grünsteingürtel ist der größte Grünsteingürtel innerhalb des Kanadischen Schilds und gehört der Superior-Provinz an. Er besteht zum Großteil aus metamorph überprägtem Vulkangestein. Auf ihm sind die 2,45 bis 2,2 Milliarden Jahre alten Sedimentgesteine der Huron-Supergruppe diskordant gelagert.
Grünsteingürtel des Archaikums sind allgemein reich an Bodenschätzen. Im Abitibi-Grünsteingürtel befindet sich der Blake River Megacaldera Complex, der den Abitibi-Goldgürtel (auch: Cadillac-Bousquet-Goldgürtel) mit seinen zahlreichen Goldminen enthält. Dieser Grünsteingürtel gehört zu den Regionen mit den weltweit bekanntesten und ergiebigsten Lagerstätten von Gold und unedlen Metallen. Bergbauunternehmen suchen dort nach Nickel, Kupfer und Zink sowie Diamanten.